# Atractus echidna
Espèce
Atractus echidna  est une espèce de serpents de la famille des Dipsadidae.

## Répartition
Cette espèce est endémique du département de Nariño en Colombie. Elle se rencontre à 10 m d'altitude à Tumaco.

## Publication originale
- Passos, Mueses-Cisneros, Lynch & Fernandes, 2009 : Pacific lowland snakes of the genus Atractus (Serpentes: Dipsadidae), with description of three new species. Zootaxa, no 2293, p. 1–34.